# Architekten- und Ingenieur-Verein Hannover
Der Architekten- und Ingenieur-Verein Hannover e. V. (AIVH) wurde 1851  von Mitgliedern des Hannoverschen Künstlervereins gegründet. Der Verein mit Sitz im hannoverschen Stadtteil Misburg, Kurze Straße 8, ist Mitglied im Verband Deutscher Architekten- und Ingenieurvereine (DAI) und veranstaltet u. a. eigene Vorträge und Studienfahrten.
Der AIVH war jahrzehntelang der einflussreichste überregionale Fachverein Deutschlands. Seit 1985 lobt der Verein auch Wettbewerbe für angehende Architekten und Bauingenieure aus.

## Geschichte
Mitglieder des „Architekturrats“ im schon 1842 gegründeten Hannoverschen Künstlervereins begründeten am 14. März 1851 den „Architekten- und Ingenieur-Verein zu Hannover“, der jedoch erst ab dem 3. März 1858 rechtsfähig wurde.
1861 nahmen Mitglieder des Vereins am Festzug zur Einweihung des Ernst-August-Denkmals teil, deren Teilnehmer das Ernst-August-Album namentlich nennt gemeinsam mit denen des Hannoverschen Künstlervereins.
Namhafte Architekten und Mitglieder wie die königlich hannoverschen Hofbaumeister Georg Ludwig Friedrich Laves und Conrad Wilhelm Hase oder die späteren Stadtplaner Karl Elkart und Rudolf Hillebrecht verschafften dem AIVH über verschiedenste Jahrzehnte überregionale Beachtung.
Ab 1900 trat jedoch ein Bedeutungsverlust ein nach der Gründung anderer Fachvereine wie zum Beispiel des Bundes Deutscher Architekten. So wurde 1918 die umfangreiche Bibliothek des AIVH in die Universitätsbibliothek Hannover integriert.
In der Zeit des Nationalsozialismus wurden die Aktivitäten des Vereins weiter eingeschränkt.

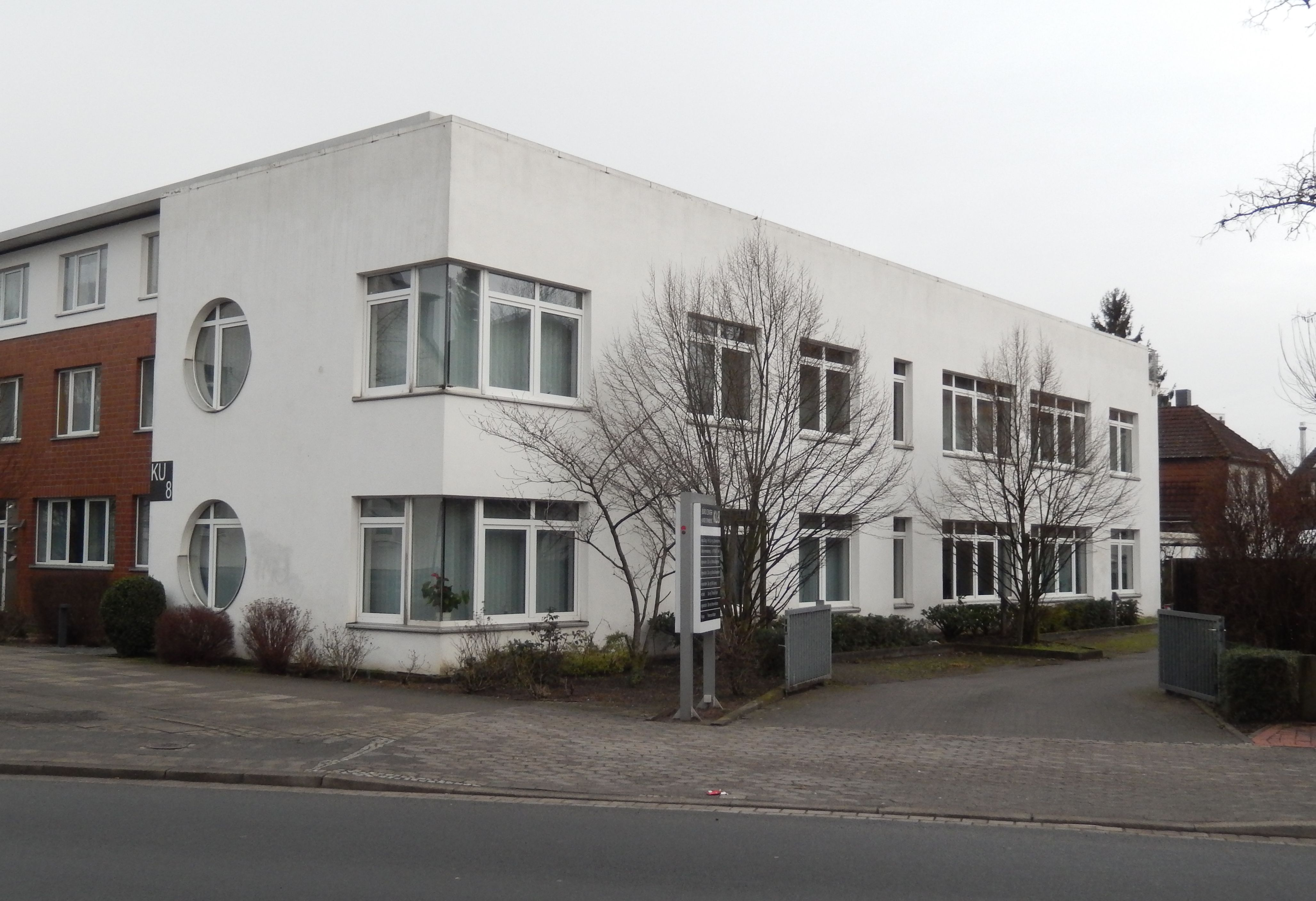
Bürohaus Kurze Straße 8, Hannover-Misburg

Seit 1985 lobt der AIVH Wettbewerbe aus für Studenten der Fachbereiche Architektur- und Bauingenieurwesen und informiert unter anderem darüber in den seit 1986 jährlich erscheinenden Berichten. Von der eigenen Geschäftsstelle Kanalstraße 11 im Stadtzentrum zog der AIVH an den heutigen Standort in Misburg.

## Publikationen
- Ab 1855 gab der AIVH die Zeitschrift des Architekten- und Ingenieur-Vereins zu Hannover heraus. ZDB-ID 516283-x
- In den Jahren 1861, 1867 und 1883 veröffentlichte der AIVH das Verzeichnis der mittelalterlichen Baudenkmäler Niedersachsens.
- Theodor Unger (redigiert): Hannover. Führer durch die Stadt und ihre Bauten, Festschrift zur 5. General-Versammlung des Verbandes Deutscher Architekten- und Ingenieur-Vereine, hrsg. vom Architekten- u. Ingenieur-Verein zu Hannover (mit 5 Lithographien, 11 Holzschnitten und 114 Phototypien), Klindworth 1882
  - Nachdruck der Ausgabe: Hannover: Vincentz Verlag, 1978, ISBN 3-87870-154-3
- Hermann Allmers (Mitverf.): Hannoverland in Wort und Bild, hrsg. von Mitgliedern des Architekten- und Ingenieur-Vereins zu Hannover, Hannover-Linden: Manz und Lange, 1891
  - 2. Aufl., Nachdruck der Ausg.: Hannover: Harenberg, 1983, ISBN 3-89042-005-2